# 青本 (フランス)
フランス史における青本（livre bleu）は、16世紀後半に登場し、アンシャン・レジーム期を通じて多く刊行されていた庶民向けの廉価な書物のこと。19世紀になってから刊行されたものもある。総称として「青本叢書(La Bibliothèque bleue)」とも呼ばれる。多くの場合、紙製の青い表紙がつけられていたことからこの名がある。
製作コストを極力抑えて作られていたため、簡素なつくりのものが多かった。内容も庶民向けであることを意識して、図版を多く用いたり、（元の高価なテクストに比べ）省略や編集が加えられることもしばしばであった。
草創期に青本を手がけていた著名な業者としては、リヨンのブノワ・リゴー（Benoît Rigaud、活動期間 1555年-1597年）やトロワのソピケことクロード・ガルニエ(Claude Garnier dit Saupiquet、活動期間 1576年-1588年)などがいる。
17世紀になるとトロワなどで青本がさかんに出版されるようになった。現在、トロワ市立図書館には450冊に及ぶ青本のコレクションが収蔵されている。